# André Lange
André Lange (ur. 23 czerwca 1973 w Ilmenau) – niemiecki bobsleista, występujący w rywalizacji dwójek i czwórek, czterokrotny złoty medalista olimpijski.
Karierę rozpoczął w 1998 roku. Wziął udział w trzech igrzyskach olimpijskich. W Salt Lake City zdobył złoty medal w czwórce razem z Kevinem Kuske, Enrico Kühnem i Carstenem Embachem, a w Turynie zdobył obydwa złote medale. W Vancouver po raz drugi wywalczył złoto w dwójce. Jest wielokrotnym mistrzem świata w dwójkach i czwórkach. Lange ma w swoim dorobku czternaście medali mistrzostw świata: osiem złotych, cztery srebrne i dwa brązowe. Podczas mistrzostw świata w 2008 na torze w Altenbergu Lange został pierwszym w historii bobsleistą, który zdobył na mistrzostwach dwa złote medale (w dwójkach i czwórkach). W czwórkach André wygrał z drugim na mecie Aleksandrem Zubkowem o ponad 2 sekundy.